# テニア症
テニア症（テニアしょう）は、テニア属に分類される条虫の成虫が腸内に寄生する感染症である。一般的に症状はなく、症状があっても軽度である。症状には、体重減少や腹痛などがあげられる。条虫の分節が便に見られることがある。豚肉からの条虫感染による合併症には、嚢虫症がみられる場合がある。
ヒトへの感染症を引き起こす原因となる種類のテニア属条虫には、有鉤条虫、無鉤条虫、アジア条虫があげられる。無鉤条虫は汚染され加熱が不十分な牛肉を食べることによるもので、有鉤条虫とアジア条虫は汚染され加熱が不十分な豚肉を食べることにより感染する。感染は検便により診断される。 
予防は適切な肉の調理である。治療には一般にプラジカンテルが使用されるが、ニクロサミドが使用されることもある。嚢虫症とともに、テニア症は世界中で約5,000万人に影響を及ぼしている。この感染症は開発途上国で最も一般的に見られる。米国では、年間1,000件未満の症例が発生する。 